# Peruzzi család
A Peruzzi család (ejtsd: perudzi) az itáliai világ egyik előkelő családja volt a késő középkorban. A Peruzziak firenzei bankárok voltak és egészen a 14. századig, a Mediciek felemelkedéséig, vezető szerepet töltöttek be. A Peruzzi Bank a világ első bankjai közé tartozott.[forrás?] A címerükben hat körte látható, a remény és az egészség szimbólumai.

### Peruzzi Bank
Az Anglia és Firenze közötti kereskedelmi kapcsolatok mindig is híresek voltak. A család bankja a Bardi családdal együtt Angliának is hitelezett. A Peruzzi Bank sokáig sikeres volt, egészen III. Edwardig, amikor is Anglia királya háborúba kezdett, amit ma a százéves háború néven ismerünk.
A hatalmas adósságot a Peruzziak felé III. Edward bukása után az angol korona törölte. A bank 1345-ben csődbe ment, ami hozzájárult egy gazdasági válság kialakulásához a 14. században. A csőd ellenére a Peruzzi család sokáig fontos politikai erővel rendelkezett.

### Peruzzi kápolna és Giotto
1299-ben Donato di Arnoldo Peruzzi végrendeletében pénzt hagyott hátra a Peruzzi-kápolna megépítésére a firenzei Santa Croce-bazilikában. Valószínűleg az unokája Giovanni di Rinieri Peruzzi kérte fel Giottót, hogy készítse el a kápolna freskóit az 1300-as évek elején. A kápolna falain Keresztelő Szent János és Szent János evangelista történetét láthatjuk. 

### Palazzo Peruzzi
A Peruzzi család számos palotát és tornyot építtetett. A piazza Peruzzi csak néhány lépésre fekszik a Santa Croce-székesegyháztól, ahol a Peruzzi család kápolnája található. A palotát a nemzeti művészeti örökség részének tekintik.
A Palazzo Peruzzi megjelenése a középkori firenzei stílus szerint homokkő sziklafalú hamufalazat. A homlokzat tetején továbbra is láthatóak azok a sarokkötések, amelyek egykor alá támasztották a külső fagalériát. A címer még most is látható a külső homlokzaton.

### Peruzzi Baldassare Tommaso
Olasz építész és festő. A római Palazzo Massimo tervét tulajdonítják neki. Hatalmas tehetség volt.

## Fordítás
Ez a szócikk részben vagy egészben  a   Peruzzi című angol Wikipédia-szócikk ezen változatának fordításán alapul.  Az eredeti cikk szerkesztőit annak laptörténete sorolja fel. Ez a jelzés csupán a megfogalmazás eredetét és a szerzői jogokat jelzi, nem szolgál a cikkben szereplő információk forrásmegjelöléseként.